# Next Top Model Grecia (quarta edizione)
La quarta stagione del Next Top Model greco (abbreviato in GNTMgr ) è stata presentata per la prima volta l'8 settembre 2019 ed è stata la seconda stagione in onda su Star Channel.
Vicky Kaya, Angelos Bratis, Iliana Papageorgiou e Dimitris Skoulos sono tornati come giudici, mentre anche Elena Chistopoulou e Genevieve Majari sono tornate ai loro ruoli.
I premi per questa stagione includevano un contratto di modella con le modelle PLACE ad Amburgo, una copertina e una diffusione con la rivista Madame Figaro, un contratto con i cosmetici Dust & Cream e un premio in denaro di 50.000 €.
Circa 7000 ragazze hanno fatto domanda per lo spettacolo. 400 ragazze sono state invitate ai turni di audizione. 70 ragazze sono state quindi selezionate per entrare nel Bootcamp. 24 ragazze, in questa stagione, sono state scelte per entrare nella casa delle modelle.
I vincitori di questa stagione sono Anna Maria Iliadou e Katia Tarabanko. La doppia vittoria è stata dovuta al fatto che gli spettatori non hanno potuto votare online a causa del crash del sito, lasciando solo i punteggi dei giudici in cui c'era un pareggio.
I due vincitori sono stati fotografati in doppia copertina e pubblicati sul numero di Madame Figaro Grecia di aprile 2020.

## Cast

### Concorrenti
(Le età dichiarate sono all'inizio del concorso )
| Concorrente         | Età | Città natale            | Finire     | Posto         |
| ------------------- | --- | ----------------------- | ---------- | ------------- |
| Katerina Peftitsi   | 26  | Katerini                | Episode 8  | 24            |
| Argyro Maglari      | 25  | Thessaloniki            | Episode 9  | 23            |
| Silia Evangelou     | 24  | Ioannina                | Episode 10 | 22            |
| Lydia Katsanikaki   | 21  | Chania                  | Episode 12 | 21            |
| Ioanna Kyritsi      | 21  | Milos                   | Episode 13 | 20            |
| Gloria Deniki       | 21  | Nea Moudania, Halkidiki | Episode 14 | 19            |
| Nina Tzivanidou     | 25  | Limassol, Cyprus        | Episode 15 | 18            |
| Martina Khafichuk   | 23  | Patras                  | Episode 17 | 17 (smettere) |
| Olga Kalogirou      | 20  | Kastoria                | Episode 17 | 16            |
| Suzanna Cuol        | 19  | Athens                  | Episode 18 | 15            |
| Spyroula Kaizer     | 24  | Limassol, Cyprus        | Episode 19 | 14            |
| Marina Grigoriou    | 24  | Thessaloniki            | Episode 20 | 13            |
| Emmanuela Maina     | 22  | Thessaloniki            | Episode 24 | 12            |
| Asimina Charitou    | 27  | Heraklion               | Episode 25 | 11            |
| Eleftheria Karnava  | 20  | Athens                  | Episode 26 | 10            |
| Popi Galetsa        | 29  | New Moudania, Halkidiki | Episode 27 | 9             |
| Konstantina Florou  | 19  | Drama                   | Episode 27 | 8             |
| Ilda Kroni          | 24  | Thessaloniki            | Episode 28 | 7             |
| Anna Hadji          | 19  | Athens                  | Episode 29 | 6             |
| Hara Pappa          | 24  | Igoumenitsa             | Episode 30 | 5             |
| Maria Michalopoulou | 19  | Corinto                 | Episode 31 | 4             |
| Keisi Mizhiu        | 24  | Kavala                  | Episode 32 | 3             |
| Anna Maria Iliadou  | 18  | Athens                  | Episode 32 | 1             |
| Katia Tarabanko     | 22  | Athens                  | Episode 32 | 1             |

### Giudici
- Vicky Kaya
- Angelos Bratis
- Iliana Papageorgiou
- Dimitris Skoulos

### Altri membri del cast
- Elena Christopoulou - mentore
- Genevieve Majari - art director

## Riepiloghi degli episodi

### Episodi 1-5: Audizioni
Lo spettacolo è iniziato con la fase di audizione. Le audizioni si sono svolte in due diverse città: Atene e Salonicco . Le audizioni sono andate in onda per i primi cinque episodi dello spettacolo. Durante le audizioni, le ragazze hanno avuto un breve colloquio con i giudici mentre camminavano anche in costume da bagno, se richiesto. Per avanzare, avevano bisogno di un "sì" da almeno 3 dei giudici.

### Episodi 6–7: Bootcamp
Durante il bootcamp hanno preso parte le 70 ragazze che hanno avanzato le audizioni. Per la prima parte del bootcamp, le ragazze hanno dovuto sfilare su una passerella di moda per lo stilista greco George Eleftheriades. La pista si è svolta alla stazione ferroviaria Rouf di Atene. Prima dell'inizio del bootcamp, i giudici hanno dato a Eleftheria Karnava un pass d'oro, quindi si è qualificata automaticamente alla casa delle modelle. Per la seconda parte del bootcamp, 41 ragazze sono state scattate dal fotografo Kosmas Koumianos. Il servizio fotografico si è svolto sulla spiaggia di Athens Reef Riviera e le ragazze indossano costumi da bagno e hanno posato in spiaggia. Sono passate in totale 24 ragazze a casa delle modelle.
- Vincitrice del Golden Pass: Eleftheria Karnava
- Fotografo in primo piano: Kosmas Koumianos

### Episodio 8: Vertical Runway
Data di messa in onda originale: 1 ottobre 2019
- In alto 2: Eleftheria Karnava e Konstantina Florou
- Prima chiamata: Konstantina Florou
- Eliminate fuori dalla giuria: Katerina Peftitsi e Popi Galetsa

### Episodio 9: Snakes
Data di messa in onda originale: 7 ottobre 2019
- Prima chiamata: Nina Tzivanidou
- In basso due: Argyro Maglari e Gloria Deniki
- Eliminata: Argyro Maglari
- Fotografo in primo piano: Apostolis Koukousas

### Episodio 10: Celebrate Your Body
Data di messa in onda originale: 8 ottobre 2019
- Prima chiamata: Keisi Mizhiu
- In basso due: Celia Evangelou e Ioanna Kyritsi
- Eliminata: Celia Evangelou
- Fotografo in primo piano: George Malekakis

### Episodio 11: The Makeover
Data di messa in onda originale:  14 ottobre 2019

### Episodio 12: Containers
Data di messa in onda originale: 15 ottobre 2019
- Prima chiamata: Eleftheria Karnava
- In basso due: Anna Hadji e Lydia Katsanikaki
- Eliminata: Lydia Katsanikaki
- Fotografo in primo piano: Marios Kazakos

### Episodio 13: Hanging Fashion
Data di messa in onda originale: 21 ottobre 2019
- Prima chiamata: Katia Tarabanko
- In basso due: Gloria Deniki e Ioanna Kyritsi
- Eliminata: Ioanna Kyritsi
- Fotografo in primo piano: Vasilis Topouslidis

### Episodio 14: Rodeo
Data di messa in onda originale: 22 ottobre 2019
- Prima chiamata: Anna Hadji e Konstantina Florou
- In basso due: Gloria Deniki e Olga Kalogirou
- Eliminata: Gloria Deniki
- Fotografa in primo piano: Katerina Tsatsani

### Episodio 15: Floating Ball
Data di messa in onda originale: 28 ottobre 2019
- Prima chiamata: Anna Hadji
- In basso due: Nina Tzivanidou e Spyroula Kaizer
- Eliminata: Nina Tzivanidou
- Fotografi in primo piano: Athina Liaskou, Bill Georgoussis

### Episodio 16: Bratis Fashion Show
Data di messa in onda originale: 29 ottobre 2019
- Immune: Anna Hadji
- Prima chiamata: Anna Maria Iliadou
- In basso due: Spyroula Kaizer e Suzanna Cuol
- Eliminata: Suzanna Cuol
- Fotografo in primo piano: Kostas Sapi

### Episodio 17: Farming
Data di messa in onda originale: 4 novembre 2019
- Vincitore della sfida: Hara Pappa
- Esci: Martina Khafichuk
- Restituito: Suzanna Cuol
- Prima chiamata: Keisi Mizhiu
- In basso due: Marina Grigoriou e Olga Kalogirou
- Eliminata: Olga Kalogirou
- Fotografi in primo piano: Kostas Sapi, Freddie F.

### Episodio 18: Illusions
Data di messa in onda originale: 5 novembre 2019
- Vincitori della sfida: Eleftheria Karnava e Emmanuela Maina
- Prima chiamata: Ilda Kroni
- In basso due: Eleftheria Karnava e Suzanna Cuol
- Eliminata: Suzanna Cuol
- Fotografo in primo piano: Stefanos Papadopoulos

### Episodio 19: Style On A Rush
Data di messa in onda originale: 11 novembre 2019
- Prima chiamata: Maria Michalopoulou
- In basso due: Ilda Kroni e Spyroula Kaizer
- Eliminata: Spyroula Kaizer
- Fotografo in primo piano: Athina Liaskou

### Episodio 20: Perfect Influencer
Data di messa in onda originale: 12 novembre 2019
- Prima chiamata: Katia Tarabanko
- In basso due: Anna Hadji e Marina Grigoriou
- Eliminata: Marina Grigoriou
- Fotografo in primo piano: Aggelos Potamianos

### Episodio 21: MasterChef
Data di messa in onda originale:  18 novembre 2019
- Vincitrice della sfida: Katia Tarabanko
- Prima chiamata: Anna Hadji
- In basso due: Eleftheria Karnava e Keisi Mizhiu
- Eliminata: Eleftheria Karnava
- Fotografo in primo piano: Nikos Maliakos

### Episodio 22: Urban Mary Poppins
Data di messa in onda originale:  19 novembre 2019
- Vincitore della sfida: Hara Pappa
- Prima chiamata: Hara Pappa
- In basso due: Asimina Charitou e Emmanuela Maina
- Eliminata: Emmanuela Maina
- Fotografo in primo piano: Petros Sofikitis

### Episodio 23: Survival Camp
Data di messa in onda originale: 25 novembre 2019
- Vincitore della sfida: Maria Michalopoulou
- Prima chiamata: Maria Michalopoulou
- In basso tre: Asimina Charitou, Hara Pappa e Katia Tarabanko
- Eliminato: nessuno
- Fotografo in primo piano: Akis Paraskevopoulos

### Episodio 24: Madame Figaro
Data di messa in onda originale: 26 novembre 2019
- Restituiti: Eleftheria Karnava, Emmanuela Maina e Popi Galetsa
- Prima chiamata: Maria Michalopoulou
- In basso due: Asimina Charitou e Emmanuela Maina
- Eliminata: Emmanuela Maina
- Fotografo in primo piano: Christos Predoulis

### Episodio 25: Heaven
Data di messa in onda originale: 2 dicembre 2019
- Vincitori della sfida: Katia Tarabanko e Keisi Mizhiu
- Prima chiamata: Anna Hadji
- In basso due: Asimina Charitou e Maria Michalopoulou
- Eliminata: Asimina Charitou
- Fotografo in primo piano: Panos Giannakopoulos

### Episodio 26: Fashion Siamese
Data di messa in onda originale:  3 dicembre 2019
- Vincitrice della sfida: Anna Hadji
- Prima chiamata: Maria Michalopoulou
- In basso due: Anna Hadji e Eleftheria Karnava
- Eliminata: Eleftheria Karnava
- Fotografo in primo piano: Dionysis Koutsis

### Episodio 27: Advertising Teaser
Data di messa in onda originale: 9 dicembre 2019
- Prima chiamata: Katia Tarabanko e Keisi Mizhiu
- In basso due: Konstantina Florou e Popi Galetsa
- Eliminato: entrambi

### Episodio 28: Constructing Fashion
Data di messa in onda originale: 10 dicembre 2019
- Prima chiamata: Katia Tarabanko
- In basso due: Anna Hadji e Ilda Kroni
- Eliminata: Ilda Kroni
- Fotografo in primo piano: Apostolis Koukousas

### Episodio 29: Red Riding Hood
Data di messa in onda originale: 12 dicembre 2019
- Vincitore della sfida: Anna Hadji e Anna Maria Iliadou
- Prima chiamata: Anna Maria Iliadou
- In basso due: Anna Hadji e Hara Pappa
- Eliminata: Anna Hadji
- Fotografo in primo piano: Kosmas Koumianos

### Episodio 30: Trip To Milan
Data di messa in onda originale: 16 dicembre 2019
- Vincitori della sfida: Katia Tarabanko e Keisi Mizhiu
- Prima chiamata: Anna Maria Iliadou
- In basso due: Hara Pappa e Katia Tarabanko
- Eliminata: Hara Pappa
- Fotografo in primo piano: Leonidas Diamantidis

### Episodio 31: Widows - Racing Cars & Girls
Data di messa in onda originale: 17 dicembre 2019
- Prima chiamata: Keisi Mizhiu
- In basso due: Anna Maria Iliadou e Maria Michalopoulou
- Eliminata: Maria Michalopoulou
- Fotografo in primo piano: Nicolas Aristidou

### Episodio 32: The Preparation / Towels, The Party / Havana Club, The After Party / Dancing In The Rain -Finale
Data di messa in onda originale: 19 dicembre 2019
| Punteggi | Punteggi           | Punteggi             | Punteggi             | Punteggi             | Punteggi             | Punteggi             | Punteggi             | Punteggi         | Punteggi |
| Nº       | Modello            | Punteggi dei giudici | Punteggi dei giudici | Punteggi dei giudici | Punteggi dei giudici | Punteggi dei giudici | Punteggi dei giudici | Punteggio totale |          |
| Nº       | Modello            | #                    | Vicky                | Angelos              | Iliana               | Dimitris             | Totale               | Punteggio totale |          |
| -------- | ------------------ | -------------------- | -------------------- | -------------------- | -------------------- | -------------------- | -------------------- | ---------------- | -------- |
| 1        | Anna Maria Iliadou | Foto 1               | 10                   | 10                   | 10                   | 10                   | 40                   | 112              |          |
| 1        | Anna Maria Iliadou | Foto 2               | 8                    | 9                    | 8                    | 8                    | 33                   | 112              |          |
| 1        | Anna Maria Iliadou | Foto 3               | 10                   | 10                   | 10                   | 9                    | 39                   | 112              |          |
| 2        | Keisi Mizhiu       | Foto 1               | 9                    | 8                    | 9                    | 9                    | 35                   | 108              |          |
| 2        | Keisi Mizhiu       | Foto 2               | 9                    | 10                   | 9                    | 9                    | 37                   | 108              |          |
| 2        | Keisi Mizhiu       | Foto 3               | 9                    | 9                    | 9                    | 9                    | 36                   | 108              |          |
| 3        | Katia Tarabanko    | Foto 1               | 9                    | 9                    | 9                    | 9                    | 36                   | 112              |          |
| 3        | Katia Tarabanko    | Foto 2               | 10                   | 8                    | 10                   | 10                   | 38                   | 112              |          |
| 3        | Katia Tarabanko    | Foto 3               | 9                    | 10                   | 9                    | 10                   | 38                   | 112              |          |

- Finale tre: Anna Maria Iliadou, Katia Tarabanko e Keisi Mizhiu
- Terzo posto: Keisi Mizhiu
- Greece's Next Top Model: Anna Maria Iliadou e Katia Tarabanko
- Fotografo in primo piano: Dimitris Skoulos

## Risultati
| 1  | Konstantina | Nina        | Keisi       | Eleftheria  | Katia       | Anna Konstantina | Anna        | Anna        | Keisi       | Ilda        | Maria       | Katia       | Anna        | Hara        | Maria              | Maria       | Anna        | Maria       | Katia Keisi      | Katia      | Anna Maria | Anna Maria | Keisi      | Anna Maria Katia |  |  |  |  |  |  |  |  |  |  |  |
| 2  | Eleftheria | Spyroula    | Hara        | Nina        | Ilda        | Anna Konstantina | Ilda        | Anna Maria  | Emmanuela   | Maria       | Hara        | Konstantina | Ilda        | Anna Maria  | Ilda               | Ilda        | Konstantina | Ilda        | Katia Keisi      | Anna Maria | Katia      | Keisi      | Katia      | Anna Maria Katia |  |  |  |  |  |  |  |  |  |  |  |
| 3  | Anna Anna Maria Argyro Asimina Celia Emmanuela Gloria Hara Ilda Ioanna Katia Keisi Lydia Maria Marina Martina Nina Olga Spyroula Suzanna | Hara        | Katia       | Spyroula    | Hara        | Katia            | Katia       | Maria       | Konstantina | Hara        | Eleftheria  | Maria       | Anna Maria  | Katia       | Konstantina        | Katia       | Keisi       | Katia       | Maria            | Keisi      | Keisi      | Maria      | Anna Maria | Keisi            |  |  |  |  |  |  |  |  |  |  |  |
| 4  | Anna Anna Maria Argyro Asimina Celia Emmanuela Gloria Hara Ilda Ioanna Katia Keisi Lydia Maria Marina Martina Nina Olga Spyroula Suzanna | Anna Maria  | Asimina     | Ioanna      | Eleftheria  | Marina           | Konstantina | Asimina     | Hara        | Keisi       | Konstantina | Ilda        | Hara        | Ilda        | Anna               | Eleftheria  | Katia       | Hara        | Hara             | Maria      | Maria      | Katia      | Maria      |                  |  |  |  |  |  |  |  |  |  |  |  |
| 5  | Anna Anna Maria Argyro Asimina Celia Emmanuela Gloria Hara Ilda Ioanna Katia Keisi Lydia Maria Marina Martina Nina Olga Spyroula Suzanna | Konstantina | Spyroula    | Asimina     | Asimina     | Ilda             | Maria       | Ilda        | Anna Maria  | Konstantina | Marina      | Keisi       | Konstantina | Konstantina | Keisi              | Keisi       | Popi        | Keisi       | Anna Maria       | Hara       | Hara       | Hara       |            |                  |  |  |  |  |  |  |  |  |  |  |  |
| 6  | Anna Anna Maria Argyro Asimina Celia Emmanuela Gloria Hara Ilda Ioanna Katia Keisi Lydia Maria Marina Martina Nina Olga Spyroula Suzanna | Asimina     | Anna        | Emmanuela   | Anna Maria  | Martina          | Suzanna     | Konstantina | Ilda        | Emmanuela   | Asimina     | Hara        | Maria       | Anna        | Anna Maria         | Popi        | Ilda        | Anna Maria  | Ilda             | Anna       | Anna       |            |            |                  |  |  |  |  |  |  |  |  |  |  |  |
| 7  | Anna Anna Maria Argyro Asimina Celia Emmanuela Gloria Hara Ilda Ioanna Katia Keisi Lydia Maria Marina Martina Nina Olga Spyroula Suzanna | Emmanuela   | Maria       | Konstantina | Keisi       | Emmanuela        | Martina     | Martina     | Asimina     | Spyroula    | Anna Maria  | Eleftheria  | Emmanuela   | Keisi       | Asimina Hara Katia | Hara        | Anna Maria  | Popi        | Anna             | Ilda       |            |            |            |                  |  |  |  |  |  |  |  |  |  |  |  |
| 8  | Anna Anna Maria Argyro Asimina Celia Emmanuela Gloria Hara Ilda Ioanna Katia Keisi Lydia Maria Marina Martina Nina Olga Spyroula Suzanna | Ilda        | Martina     | Hara        | Spyroula    | Maria            | Emmanuela   | Olga        | Katia       | Katia       | Emmanuela   | Anna Maria  | Katia       | Maria       | Asimina Hara Katia | Konstantina | Eleftheria  | Konstantina | Konstantina Popi |            |            |            |            |                  |  |  |  |  |  |  |  |  |  |  |  |
| 9  | Anna Anna Maria Argyro Asimina Celia Emmanuela Gloria Hara Ilda Ioanna Katia Keisi Lydia Maria Marina Martina Nina Olga Spyroula Suzanna | Martina     | Anna Maria  | Martina     | Marina      | Keisi            | Marina      | Hara        | Maria       | Anna        | Keisi       | Emmanuela   | Asimina     | Asimina     | Asimina Hara Katia | Anna Maria  | Hara        | Anna        | Konstantina Popi |            |            |            |            |                  |  |  |  |  |  |  |  |  |  |  |  |
| 10 | Anna Anna Maria Argyro Asimina Celia Emmanuela Gloria Hara Ilda Ioanna Katia Keisi Lydia Maria Marina Martina Nina Olga Spyroula Suzanna | Maria       | Eleftheria  | Marina      | Emmanuela   | Hara             | Anna Maria  | Emmanuela   | Eleftheria  | Anna Maria  | Anna        | Asimina     | Keisi       | Emmanuela   |                    | Anna        | Maria       | Eleftheria  |                  |            |            |            |            |                  |  |  |  |  |  |  |  |  |  |  |  |
| 11 | Anna Anna Maria Argyro Asimina Celia Emmanuela Gloria Hara Ilda Ioanna Katia Keisi Lydia Maria Marina Martina Nina Olga Spyroula Suzanna | Celia       | Marina      | Olga        | Olga        | Suzanna          | Eleftheria  | Keisi       | Spyroula    | Marina      | Katia       | Anna        | Eleftheria  |             |                    | Asimina     | Asimina     |             |                  |            |            |            |            |                  |  |  |  |  |  |  |  |  |  |  |  |
| 12 | Anna Anna Maria Argyro Asimina Celia Emmanuela Gloria Hara Ilda Ioanna Katia Keisi Lydia Maria Marina Martina Nina Olga Spyroula Suzanna | Eleftheria  | Ilda        | Katia       | Anna        | Eleftheria       | Asimina     | Katia       | Suzanna     | Asimina     | Ilda        | Marina      |             |             |                    | Emmanuela   |             |             |                  |            |            |            |            |                  |  |  |  |  |  |  |  |  |  |  |  |
| 13 | Anna Anna Maria Argyro Asimina Celia Emmanuela Gloria Hara Ilda Ioanna Katia Keisi Lydia Maria Marina Martina Nina Olga Spyroula Suzanna | Lydia       | Olga        | Maria       | Konstantina | Spyroula         | Olga        | Eleftheria  | Anna        | Eleftheria  | Spyroula    |             |             |             |                    |             |             |             |                  |            |            |            |            |                  |  |  |  |  |  |  |  |  |  |  |  |
| 14 | Anna Anna Maria Argyro Asimina Celia Emmanuela Gloria Hara Ilda Ioanna Katia Keisi Lydia Maria Marina Martina Nina Olga Spyroula Suzanna | Keisi       | Konstantina | Gloria      | Maria       | Nina             | Keisi       | Marina      | Marina      | Suzanna     |             |             |             |             |                    |             |             |             |                  |            |            |            |            |                  |  |  |  |  |  |  |  |  |  |  |  |
| 15 | Anna Anna Maria Argyro Asimina Celia Emmanuela Gloria Hara Ilda Ioanna Katia Keisi Lydia Maria Marina Martina Nina Olga Spyroula Suzanna | Olga        | Nina        | Ilda        | Nina        | Anna Maria       | Hara        | Spyroula    | Olga        |             |             |             |             |             |                    |             |             |             |                  |            |            |            |            |                  |  |  |  |  |  |  |  |  |  |  |  |
| 16 | Anna Anna Maria Argyro Asimina Celia Emmanuela Gloria Hara Ilda Ioanna Katia Keisi Lydia Maria Marina Martina Nina Olga Spyroula Suzanna | Marina      | Emmanuela   | Keisi       | Suzanna     | Asimina          | Spyroula    | Suzanna     | Martina     |             |             |             |             |             |                    |             |             |             |                  |            |            |            |            |                  |  |  |  |  |  |  |  |  |  |  |  |
| 17 | Anna Anna Maria Argyro Asimina Celia Emmanuela Gloria Hara Ilda Ioanna Katia Keisi Lydia Maria Marina Martina Nina Olga Spyroula Suzanna | Katia       | Lydia       | Suzanna     | Martina     | Olga             | Nina        |             |             |             |             |             |             |             |                    |             |             |             |                  |            |            |            |            |                  |  |  |  |  |  |  |  |  |  |  |  |
| 18 | Anna Anna Maria Argyro Asimina Celia Emmanuela Gloria Hara Ilda Ioanna Katia Keisi Lydia Maria Marina Martina Nina Olga Spyroula Suzanna | Ioanna      | Suzanna     | Anna Maria  | Gloria      | Gloria           |             |             |             |             |             |             |             |             |                    |             |             |             |                  |            |            |            |            |                  |  |  |  |  |  |  |  |  |  |  |  |
| 19 | Anna Anna Maria Argyro Asimina Celia Emmanuela Gloria Hara Ilda Ioanna Katia Keisi Lydia Maria Marina Martina Nina Olga Spyroula Suzanna | Anna        | Gloria      | Anna        | Ioanna      |                  |             |             |             |             |             |             |             |             |                    |             |             |             |                  |            |            |            |            |                  |  |  |  |  |  |  |  |  |  |  |  |
| 20 | Anna Anna Maria Argyro Asimina Celia Emmanuela Gloria Hara Ilda Ioanna Katia Keisi Lydia Maria Marina Martina Nina Olga Spyroula Suzanna | Suzanna     | Ioanna      | Lydia       |             |                  |             |             |             |             |             |             |             |             |                    |             |             |             |                  |            |            |            |            |                  |  |  |  |  |  |  |  |  |  |  |  |
| 21 | Anna Anna Maria Argyro Asimina Celia Emmanuela Gloria Hara Ilda Ioanna Katia Keisi Lydia Maria Marina Martina Nina Olga Spyroula Suzanna | Gloria      | Celia       |             |             |                  |             |             |             |             |             |             |             |             |                    |             |             |             |                  |            |            |            |            |                  |  |  |  |  |  |  |  |  |  |  |  |
| 22 | Anna Anna Maria Argyro Asimina Celia Emmanuela Gloria Hara Ilda Ioanna Katia Keisi Lydia Maria Marina Martina Nina Olga Spyroula Suzanna | Argyro      |             |             |             |                  |             |             |             |             |             |             |             |             |                    |             |             |             |                  |            |            |            |            |                  |  |  |  |  |  |  |  |  |  |  |  |
| 23 | Katerina |             |             |             |             |                  |             |             |             |             |             |             |             |             |                    |             |             |             |                  |            |            |            |            |                  |  |  |  |  |  |  |  |  |  |  |  |
| 24 | Katerina |             |             |             |             |                  |             |             |             |             |             |             |             |             |                    |             |             |             |                  |            |            |            |            |                  |  |  |  |  |  |  |  |  |  |  |  |

     Il concorrente è stato eliminato al di fuori della giuria
     Il concorrente è stato eliminato
     Il concorrente era immune dall'eliminazione
     Il concorrente ha abbandonato la competizione
     Il concorrente faceva parte di un terzo inferiore di non eliminazione
     Il concorrente ha vinto il concorso
1. ↑  In episode 9, Katerina & Popi were eliminated outside of judging panel for failing to walk at the vertical runway.
2. ↑  In episode 14, Anna & Konstantina shared the first call out.
3. ↑  In episode 16, Anna was immune from elimination. Anna Maria had the first call out.
4. ↑  In episode 17, Martina quit the competition, therefore Suzanna was allowed to return.
5. ↑  In episode 23, Asimina, Hara & Katia were part of a non-elimination bottom three.
6. ↑  In episode 24, Eleftheria, Emmanuela & Popi returned to competition.
7. ↑  In episode 27, Katia & Keisi shared the first call out.

## Giudizi
| No. in series | No. in season | Episode                                                                                    | Air date           | Timeslot (EET)  | Ratings | Viewers (in millions) | Rank  | Rank   | Share     | Share        | Source |
| No. in series | No. in season | Episode                                                                                    | Air date           | Timeslot (EET)  | Ratings | Viewers (in millions) | Daily | Weekly | Household | Adults 18-54 | Source |
| ------------- | ------------- | ------------------------------------------------------------------------------------------ | ------------------ | --------------- | ------- | --------------------- | ----- | ------ | --------- | ------------ | ------ |
| 65            | 1             | "Auditions, Part 1"                                                                        | September 8, 2019  | Sunday 9:00pm   | 6.8%    | 0.709                 | #2    | #16    | 19.9%     | 25.4%        | [ 3 ]  |
| 66            | 2             | "Auditions, Part 2"                                                                        | September 9, 2019  | Monday 9:00pm   | 8.2%    | 0.846                 | #1    | #2     | 22.4%     | 29.9%        | [ 4 ]  |
| 67            | 3             | "Auditions, Part 3"                                                                        | September 16, 2019 | Monday 9:00pm   | 7.7%    | 0.793                 | #1    | #5     | 20.5%     | 26.8%        | [ 5 ]  |
| 68            | 4             | "Auditions, Part 4"                                                                        | September 17, 2019 | Tuesday 9:00pm  | 8.4%    | 0.869                 | #1    | #1     | 22.6%     | 30.6%        | [ 6 ]  |
| 69            | 5             | "Auditions, Part 5"                                                                        | September 23, 2019 | Monday 9:00pm   | 9.0%    | 0.938                 | #2    | #6     | 21.7%     | 27.7%        | [ 7 ]  |
| 70            | 6             | "Bootcamp, Part 1"                                                                         | September 24, 2019 | Tuesday 9:00pm  | 9.5%    | 0.983                 | #1    | #4     | 22.1%     | 28.5%        | [ 8 ]  |
| 71            | 7             | "Bootcamp, Part 2"                                                                         | September 30, 2019 | Monday 9:00pm   | 9.0%    | 0.938                 | #2    | #8     | 22.1%     | 29.0%        | [ 9 ]  |
| 72            | 8             | "Vertical Runway"                                                                          | October 1, 2019    | Tuesday 9:00pm  | 8.5%    | 0.877                 | #2    | #9     | 20.7%     | 28.0%        | [ 10 ] |
| 73            | 9             | "Snakes"                                                                                   | October 7, 2019    | Monday 9:00pm   | 9.3%    | 0.960                 | #2    | #9     | 21.3%     | 27.7%        | [ 11 ] |
| 74            | 10            | "Celebrate Your Body"                                                                      | October 8, 2019    | Tuesday 9:00pm  | 9.5%    | 0.980                 | #2    | #8     | 21.4%     | 28.7%        | [ 12 ] |
| 75            | 11            | "The Makeover"                                                                             | October 14, 2019   | Monday 9:00pm   | 9.3%    | 0.961                 | #2    | #8     | 21.0%     | 27.8%        | [ 13 ] |
| 76            | 12            | "Containers"                                                                               | October 15, 2019   | Tuesday 9:00pm  | 8.6%    | 0.891                 | #2    | #10    | 20.0%     | 25.9%        | [ 14 ] |
| 77            | 13            | "Hanging Fashion"                                                                          | October 21, 2019   | Monday 9:00pm   | 9.8%    | 1.016                 | #2    | #8     | 22.9%     | 30.0%        | [ 15 ] |
| 78            | 14            | "Rodeo"                                                                                    | October 22, 2019   | Tuesday 9:00pm  | 10.4%   | 1.081                 | #2    | #7     | 24.0%     | 34.2%        | [ 16 ] |
| 79            | 15            | "Floating Ball"                                                                            | October 28, 2019   | Monday 9:00pm   | 8.7%    | 0.905                 | #3    | #14    | 20.5%     | 27.4%        | [ 17 ] |
| 80            | 16            | "Bratis Fashion Show"                                                                      | October 29, 2019   | Tuesday 9:00pm  | 9.3%    | 0.969                 | #3    | #11    | 21.8%     | 29.9%        | [ 18 ] |
| 81            | 17            | "Farming"                                                                                  | November 4, 2019   | Monday 9:00pm   | 9.4%    | 0.972                 | #3    | #10    | 22.7%     | 30.8%        | [ 19 ] |
| 82            | 18            | "Illusions"                                                                                | November 5, 2019   | Tuesday 9:00pm  | 10.3%   | 1.059                 | #2    | #8     | 24.2%     | 31.8%        | [ 20 ] |
| 83            | 19            | "Styling On A Rush"                                                                        | November 11, 2019  | Monday 9:00pm   | 10.2%   | 1.056                 | #2    | #10    | 23.5%     | 31.8%        | [ 21 ] |
| 84            | 20            | "Perfect Influencer"                                                                       | November 12, 2019  | Tuesday 9:00pm  | 10.6%   | 1.097                 | #2    | #7     | 23.7%     | 31.8%        | [ 22 ] |
| 85            | 21            | "MasterChef"                                                                               | November 18, 2019  | Monday 9:00pm   | 10.7%   | 1.109                 | #2    | #7     | 24.1%     | 33.1%        | [ 23 ] |
| 86            | 22            | "Urban Mary Poppins"                                                                       | November 19, 2019  | Tuesday 9:00pm  | 11.5%   | 1.195                 | #2    | #5     | 25.6%     | 33.3%        | [ 24 ] |
| 87            | 23            | "Survival Camp"                                                                            | November 25, 2019  | Monday 9:00pm   | 10.8%   | 1.115                 | #2    | #5     | 24.0%     | 30.5%        | [ 25 ] |
| 88            | 24            | "Madame Figaro"                                                                            | November 26, 2019  | Tuesday 9:00pm  | 9.5%    | 0.982                 | #2    | #9     | 22.4%     | 32.8%        | [ 26 ] |
| 89            | 25            | "Heaven"                                                                                   | December 2, 2019   | Monday 9:00pm   | 10.5%   | 1.087                 | #2    | #8     | 25.1%     | 34.4%        | [ 27 ] |
| 90            | 26            | "Fashion Siamese"                                                                          | December 3, 2019   | Tuesday 9:00pm  | 10.6%   | 1.095                 | #2    | #7     | 25.8%     | 36.5%        | [ 28 ] |
| 91            | 27            | "Advertising Teaser"                                                                       | December 9, 2019   | Monday 9:00pm   | 11.0%   | 1.138                 | #2    | #8     | 25.4%     | 35.6%        | [ 29 ] |
| 92            | 28            | "Constructing Fashion"                                                                     | December 10, 2019  | Tuesday 9:00pm  | 11.3%   | 1.172                 | #2    | #6     | 24.4%     | 30.7%        | [ 30 ] |
| 93            | 29            | "Red Riding Hood"                                                                          | December 12, 2019  | Thursday 9:00pm | 9.7%    | 1.009                 | #2    | #11    | 22.8%     | 29.0%        | [ 31 ] |
| 94            | 30            | "Trip To Milan"                                                                            | December 16, 2019  | Monday 9:00pm   | 11.0%   | 1.144                 | #2    | #8     | 25.8%     | 33.7%        | [ 32 ] |
| 95            | 31            | "Widows - Racing Cars & Girls"                                                             | December 17, 2019  | Tuesday 9:00pm  | 11.6%   | 1.201                 | #2    | #7     | 27.4%     | 34.5%        | [ 33 ] |
| 96            | 32            | "The Preparation / Towels, The Party / Havana Club, The After Party / Dancing In The Rain" | December 19, 2019  | Thursday 9:00pm | 12.9%   | 1.337                 | #2    | #6     | 33.2%     | 42.6%        | [ 34 ] |